# Тишков, Юрий Михайлович
Юрий Михайлович Тишков (род. 28 сентября 1948, Илийский район, Алма-Атинская область) — заслуженный летчик-испытатель СССР (1991), Герой Украины (2001), лауреат Государственной премии Украины в области науки и техники (2013).
Кандидат технических наук (1990), Академик технологической академии Украины, генерал-майор авиации.

## Биография
Родился 28 сентября 1948 года в колхозе им. Калинина, Илийского района Алма-Атинской области, Казахстан.
Из семьи сельских тружеников, у которых было четыре сына и одна дочь. Отец Юрия являлся участником советско-финской войны с которой вернулся без руки.
Юрий окончил восемь классов. Затем работал на шахте на юге Киргизии, где заочно окончил горный техникум. Затем трудился в Забайкалье на золотоносных приисках. К тому времени три брата Юрия уже стали военными летчиками и Юрий также окончил Сызранское высшее военное авиационное училище лётчиков (1968—1972). Тишкова оставили в лётной части в Куйбышеве, где он летал на первых вертолётах МИ-8, а в 1973 году его направили в Барановку для обслуживания НИИ, который вёл разработку и испытания химического оружия. После окончания Центра лётчиков-испытателей ГНИКИ ВВС капитана Тишкова направили на испытательный аэродром Кировское. С тех пор он стал крымчанином и испытывал вертолёты.

## Деятельность
- 01−10.1967 — проходчик-взрывник, рудник «Любовь» Читинской области.
- 01−07.1968 — подземный мастер, шахта «Северная», г. Таш-Кумыр.
- 08.1968−12.1972 — курсант, Сызранское высшее военное авиационное училище лётчиков.
- 12.1972−12.1973 — лётчик-штурман, в/ч 29666 (Куйбышев).
- 12.1973−07.1979 — лётчик-штурман-испытатель, в/ч 54817.
- 07.1979−08.1980 — слушатель, Центр подготовки лётчиков-испытателей им. В. П. Чкалова.
- 08.1980−08.1982 — лётчик-испытатель. В 1982 году участвовал в аварии на корабле, когда вертолёт перевернулся и загорелся[3].
- 08.1982−01.1990 — заместитель командира испытательно авиаэскадрильи − старший лётчик-испытатель;
- 01.1990−03.1993 — командир авиаэскадрильи − старший лётчик-испытатель, в/ч 36851 «А» (Кировское, Крым).
- 03−10.1993 — заместитель командира полка − старший лётчик-испытатель, в/ч А0207.
- 03.1993−09.1998 — заместитель начальника − начальник лётной службы (старший лётчик-испытатель);
- 09.1998−06.2006 — начальник; с 06.2006 по 2014 — директор, Государственный научно-испытательный центр ВС Украины[5]

Тишков уволился в запас из Вооруженных Сил в 2006 году. Живёт в Феодосии.
- 2014—2016 года работал директором тренажерного центра ООО «Вертолёты Мотор Сич» г. Запорожье[6]

### Семья
- Жена — Ольга Ивановна (женаты с 1970)[3].
- Дети — сын Сергей (род. 1971) и дочь Олеся (род. 1978).

## Награды и премии
- Герой Украины с вручением ордена «Золотая Звезда» (21.08.2001, за личное мужество и героизм, проявленные при испытании и освоении военной авиационной техники).
- Орден Красной Звезды (1986).
- Лауреат Государственной премии Украины в области науки и техники (2013).